# 베르나르도 세풀베다 아모르
베르나르도 세풀베다 아모르(스페인어: Bernardo Sepúlveda Amor, 1941년 12월 14일 ~ )는 멕시코의 법학자, 정치가, 외교관이자 국제 사법 재판소의 재판관이다. 2006년에 국제 사법 재판소의 재판관으로 선임되었으며, 2012년부터 임기 3년의 제21대 국제 사법 재판소의 부소장으로 근무하고 있다.

## 생애
1941년 12월 14일에 멕시코 멕시코 시티에서 태어났다. 1964년에 멕시코 국립 자치 대학교에서 법학사를 취득하였고, 1966년에 영국 케임브리지 퀸즈 칼리지에서 국제법 디플로마와 법학석사(LL.M.) 학위를 취득하였다. 멕시코 대학교(El Colegio de México)에서 국제법과 국제 기구 담당 교수로 재직하였고, 마티아스 로메로 연구소(Matías Romero Institute), 경제연구교육센터(Centro de Investigación y Docencia Económicas)와 멕시코 국립 자치 대학교에서도 강의를 하였다.
1982년 3월 16일부터 11월 30일까지 주미 대사로 근무하였고, 1982년부터 1988년까지 미겔 데 라 마드리드 대통령의 내각에서 외무장관을 지냈다. 외무장관 재직시에 중앙아메리카의 평화 구축을 위한 콘타도라 그룹(Contadora Group)을 설립하는데 공헌하였고, 중남미 국가의 정책협의체 리우 그룹(Rio Group)의 전신 오초 그룹(Grupo de Ocho)의 설립에도 노력하였다. 이와 같은 공헌에 대하여 1984년에 프린시페 데 아스투리아스 재단이 시상하는 아스투리아스 공상(Premios Príncipe de Asturias)을 수여받았고, 1985년에는 국제 연합 교육 과학 문화 기구에서 국제 시몬 볼리바르 상(International Simón Bolivar Prize)을 수여받았다. 1989년부터 1993년까지 주영대사로 근무하였고, 1996년에는 국제 연합 국제법 위원회의 위원으로 선출되었으며, 2001년에 동 위원회의 위원으로 재선되었다. 2005년 11월 7일에 임기 9년의 국제 사법 재판소의 재판관으로 선출되어 2006년 2월 6일부터 재판관으로 재직하고 있으며, 2012년 2월 6일부터 임기 3년의 국제 사법 재판소의 부소장으로 근무하고 있다.